# Grand Prix de Fourmies 2008
La 76e édition du Grand Prix de Fourmies, s'est déroulée le 14 septembre 2008 sur le circuit traditionnel tracé autour de la commune de Fourmies.
L'épreuve a été remporté par l'Italien Giovanni Visconti qui a devancé au sprint ses 16 compagnons d'échappée. Stéphane Goubert et Fabio Sacchi complètent le podium.

## Présentation

### Parcours
La 76e édition du Grand Prix de Fourmies a emprunté, comme à son habitude, un parcours comprenant plusieurs boucles. Une première menant les coureurs du départ en centre-ville de Fourmies jusqu'à la ville de Jeumont ramenant ensuite le peloton vers Fourmies en passant notamment sur des routes escarpées et exposées au vent. Le peloton a ensuite du emprunter à six reprises une boucle d'une dizaine de kilomètres tracée dans Fourmies avant de se disputer la victoire.

## Classement final
|    | Coureur           | Pays      | Équipe                |    | Temps           |
| -- | ----------------- | --------- | --------------------- | -- | --------------- |
| 1  | Giovanni Visconti | Italie    | Quick Step-Innergetic | en | 4 h 26 min 54 s |
| 2  | Stéphane Goubert  | France    | AG2R La Mondiale      | +  | m.t             |
| 3  | Fabio Sacchi      | Italie    | Preti Mangimi         |    | m.t             |
| 4  | Jérémie Galland   | France    | Auber 93              |    | m.t             |
| 5  | Jérôme Pineau     | France    | Bouygues Telecom      |    | m.t             |
| 6  | Maarten Wynants   | Belgique  | Quick Step-Innergetic |    | m.t             |
| 7  | Morgan Chedhomme  | France    | Auber 93              |    | m.t             |
| 8  | Danilo Hondo      | Allemagne | Serramenti PVC Diq.   |    | m.t             |
| 9  | Cédric Coutouly   | France    | AG2R La Mondiale      |    | m.t             |
| 10 | Samuel Dumoulin   | France    | Cofidis               |    | m.t             |